# Hôtel d'Osmont
El Hôtel d'Osmont es un hôtel partuculier situado en el 2 distrito de París.

## Historia
Fue diseñado y construido entre 1748 y 1749 por Jean Jacques Osmont, hacendado, secretario consejero del rey en el parlamento de Flandes, propietario de una veintena de casas de inversión en el barrio de Montorgueil, hijo menor de Jean Osmont, señor de 'Amilly y du Tillet, granjero general de los carruajes y correos reales de Francia al servicio de Normandía, Picardía, Flandes y París. Legó su mansión en la rue Saint Sauveur en 1770 a su sobrino, Messire Marc Juvénal Osmont, escudero, señor de Villarceaux, Amilly y Le Tillet, abogado en el parlamento de París, presidente Tesorero de Francia de la Generalidad de París, General de Finanzas y Gran Viajero de la Generalidad de París.
Las fachadas y los techos, así como la escalera interior fueron registrados como monumentos históricos por orden del 17 de octubre de 1996